# 卢瓦尔河畔瓦雷讷
卢瓦尔河畔瓦雷讷（法語：Varennes-sur-Loire，法語發音：[vaʁɛn syʁ lwaʁ] ⓘ）是法国曼恩-卢瓦尔省的一个市镇，位于该省东部，属于索米尔区。

## 地理
卢瓦尔河畔瓦雷讷（47°14'18"N, 0°3'14"E）面积22.66 平方千米，位于法国卢瓦尔河地区大区曼恩-卢瓦尔省，该省份为法国西部内陆省份，大致对应安茹地区，北起顺时针与马耶讷省、萨尔特省、安德尔-卢瓦尔省、维埃纳省、德塞夫勒省、旺代省、大西洋卢瓦尔省和伊勒-维莱讷省接壤。
与卢瓦尔河畔瓦雷讷接壤的市镇（或旧市镇、城区）包括：卢瓦尔河畔舒泽、阿洛讷、布兰叙阿洛讷、蒙索罗、帕尔奈、苏宰-尚皮尼、蒂尔康、维勒贝尔尼耶。

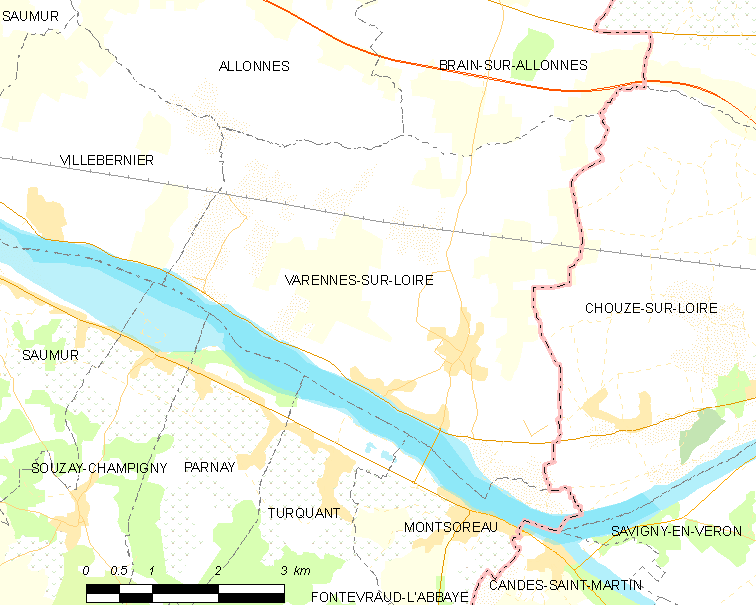
卢瓦尔河畔瓦雷讷的OSM定位图

卢瓦尔河畔瓦雷讷的时区为UTC+01:00、UTC+02:00（夏令时）。

## 行政
卢瓦尔河畔瓦雷讷的邮政编码为49730，INSEE市镇编码为49361。

## 政治
卢瓦尔河畔瓦雷讷所属的省级选区为隆盖-瑞梅勒县。

## 人口

1962-2008年间卢瓦尔河畔瓦雷讷人口变化图示

卢瓦尔河畔瓦雷讷于2022年1月1日时的人口数量为1924人。